# Strada statale 57 (Polonia)
La strada statale 57 (sigla DK 57, in polacco droga krajowa 57) è una strada statale polacca che attraversa il Paese da Bartoszyce a Kleszewo.